# Helvécia
Helvécia è un comune dell'Ungheria di 4 160 abitanti (dati 2005). È situato nella contea di Bács-Kiskun.